# Ramón Pignatelli
Ramón Pignatelli y Moncayo (Zaragoza, 18 de abril de 1734 - íd., 30 de junio de 1793) fue un ilustrado y político español, de origen italiano por parte de padre, conocido entre otras facetas por su proyecto de desarrollo del canal Imperial de Aragón. Era hijo de Antonio Pignatelli de Aragón, príncipe del Sacro Imperio Romano-Germánico, conde de Fuentes y grande de España, y de Francisca de Moncayo y Fernández de Heredia, V Condesa de Fuentes, y estaba emparentado con el Conde de Aranda y los Villahermosa, por lo que poseía un linaje influyente en las cortes de España y sobre todo de Aragón. Antonio Pignatelli era hijo de don Nicola Antonio Pignatelli y Carafa, nacido en Cerchiara, Reino de Nápoles. Gran Condestable del Reino de Sicilia y virrey de Cerdeña (1687/89) era vástago de dos entre las más antiguas y prestigiosas familias de la nobleza italiana.
El afán de Ramón Pignatelli por ayudar al progreso y por el de ser útil a la sociedad le llevó a doctorarse en Cánones, Derecho, Filosofía y Letras por la Universidad de Zaragoza, donde, además, cursó estudios de matemáticas, física y ciencias naturales.

## Primeros años
Sus padres fueron Antonio Pignatelli y María Francisca de Moncayo. Fue el tercer hijo (segundo varón) de ocho hermanos. Uno de sus hermanos, José María (Zaragoza, 27 de diciembre de 1737 - Roma, 15 de noviembre de 1811), de la Compañía de Jesús, fue proclamado beato el 25 de febrero de 1933 y canonizado el 12 de junio de 1954.
En 1740 se trasladó con su familia a Nápoles. En 1742 murió su madre. De los 12 a los 19 años estuvo cursando estudios eclesiásticos con los jesuitas en el Colegio Clementino de Roma. De 1753 a 1755 estudió en la Universidad de Zaragoza y se doctoró en Cánones.

## Carrera

### Cabildo catedralicio
Fue canónigo del cabildo catedralicio de Zaragoza desde 1753 hasta su muerte en 1793.

### Real Casa de Misericordia
En 1764, Carlos III le nombró regente de la Real Casa de Misericordia, el hospicio zaragozano. La mendicidad era un grave problema en las calles de Zaragoza. Para reducirla introdujo mejoras en la gestión de la institución. Hacia 1790 terminó la ampliación de la Real Casa de la Misericordia, en la que se estableció una industria manufacturera de paños y lonas. En la actualidad el edificio de la Real Casa de la Misericordia es la sede del Gobierno de Aragón (DGA) y se llama edificio Pignatelli.
En 1764 mando construir la segunda plaza de toros de España, denominada "La Misericordia", dependiente de la Real Casa de Misericordia y Nicolás Fernández de Moratín escribió a petición suya el folleto Carta histórica sobre el origen y progresos de las fiestas de toros en España (1777).

### Universidad
Entre 1762 y 1793 fue rector de la Universidad de Zaragoza en cinco ocasiones.

### Canal Imperial de Aragón
El Canal Imperial de Aragón fue una obra hidráulica de primer orden en su tiempo. El emperador Carlos I impulsó su creación. En 1771 el Consejo de Castilla, presidido por el Conde de Aranda, creaba el cargo de protector con poderes para hacer toda clase de reformas necesarias para la consecución de la empresa, designando para ocuparlo a su primo Ramón Pignatelli. A partir de 1776 se reanudan las obras con nuevo ritmo y aprobándose un nuevo plan de construcción.
Tenía tres objetivos: suministro de riego, fuente de energía y vía de comunicación.

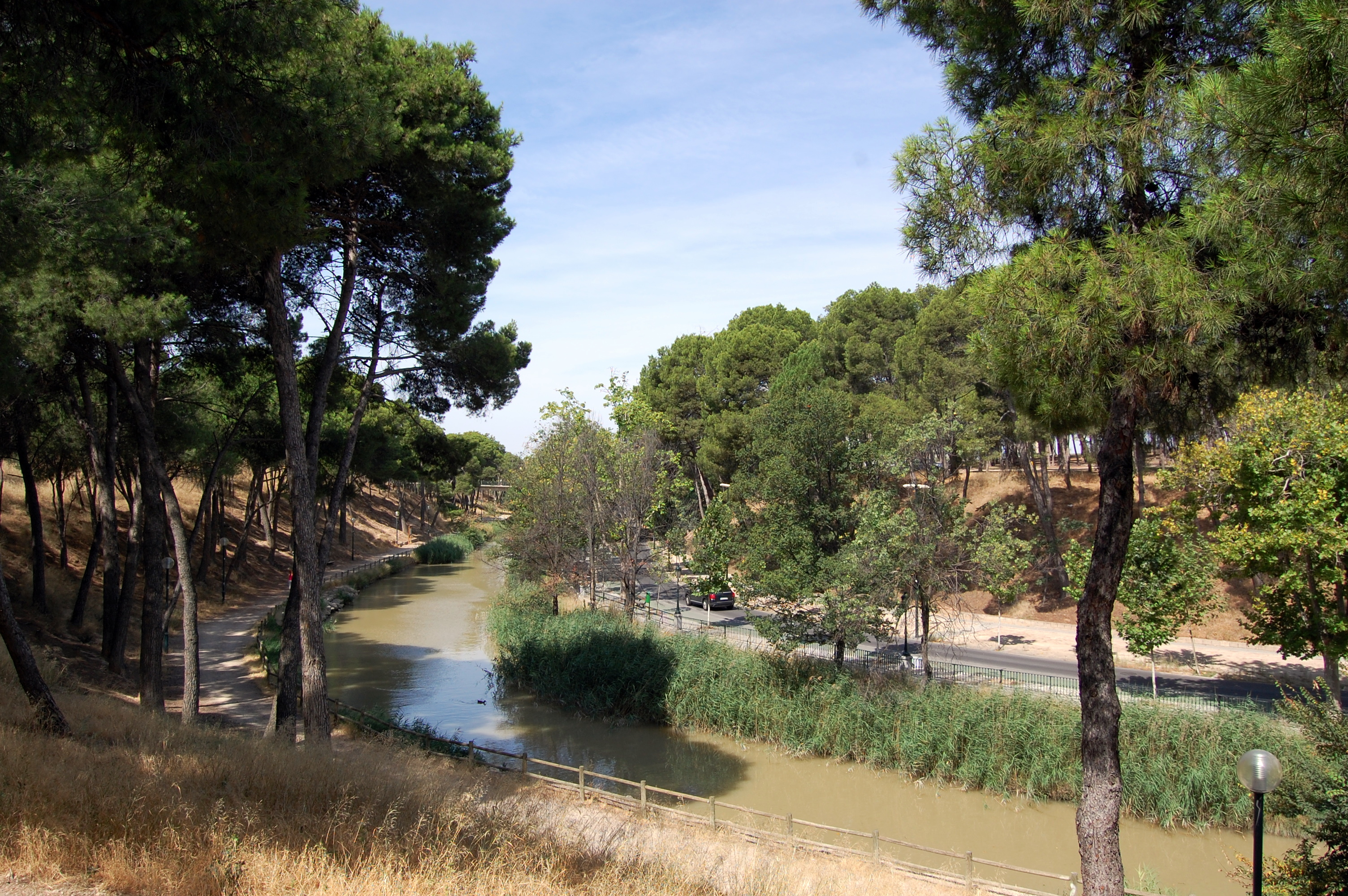
Canal Imperial de Aragón (Pinares de Venecia de Zaragoza).

Construyó materialmente el cauce y la obra civil venciendo obstáculos de todo tipo (1776-1790). Organizó la navegación por el mismo (1789) dentro de un plan de navegación integral del Ebro para comunicar los mares Cantábrico y Mediterráneo. Acondicionó e incluyó en la empresa el Canal de Tauste (1781).
El 15 de agosto de 1790 se dio por finalizado el Canal Imperial de Aragón de 110 km tras colocarse la última piedra de la presa de El Bocal, Navarra.

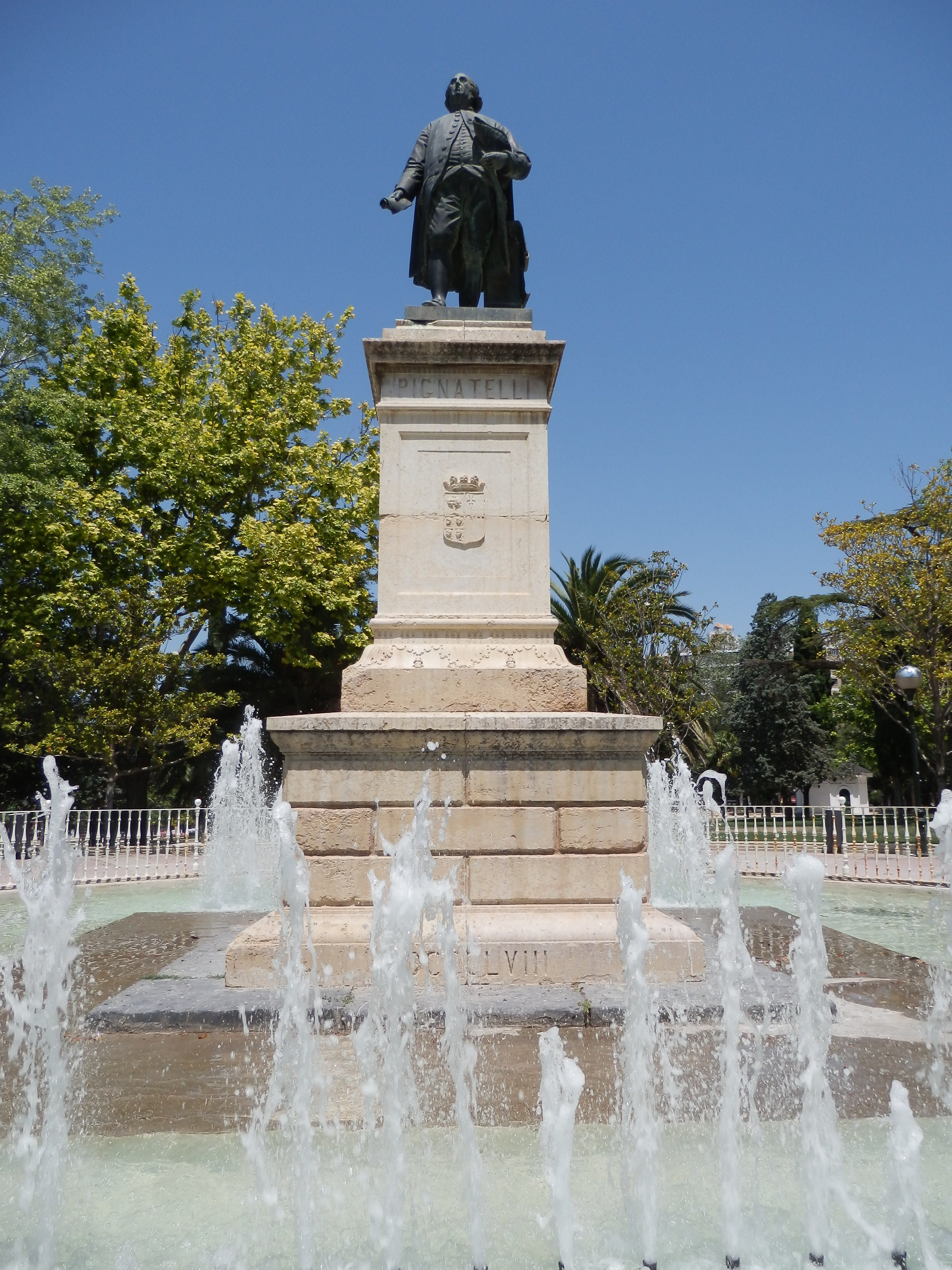
Monumento a Ramón Pignatelli en el Parque Pignatelli de Zaragoza.

Consciente de la pobreza del campesinado, ideó una gran empresa a semejanza de las emprendidas en Francia, Holanda e Inglaterra: un canal que uniera el Cantábrico con el Mediterráneo, viejo sueño aragonés, para exportar sus productos ganaderos y hortofrutícolas. De manera que, además de servir de comunicación mercantil y postal porque sería navegable, con su caudal abundante abastecería de regadío a unas tierras fértiles pero secas, que se comprarían a bajo precio por las clases menos favorecidas para las que realmente era el proyecto. Tenía un pensamiento político y social teñido de un reformismo de corte radical tendente a favorecer al labrador frente a los privilegiados. La necesidad de poner en riego todas las tierras (desde 1782) y de cambiar y percibir con efectividad la contribución por el riego (desde 1788), puntos clave de la reforma agraria emprendida, le llevaron a pleitear con nobles como el marqués de Ayerbe, el duque de Villahermosa, con el mismo cabildo al que pertenecía y la temible Casa de Ganaderos zaragozana, que era un reducto de la oligarquía ganadera. Los grandes terratenientes encontraban más rentable dejar sin cultivar ciertos terrenos y destinarlos a pasto extensivo de sus ganados.

#### Fuente de los Incrédulos

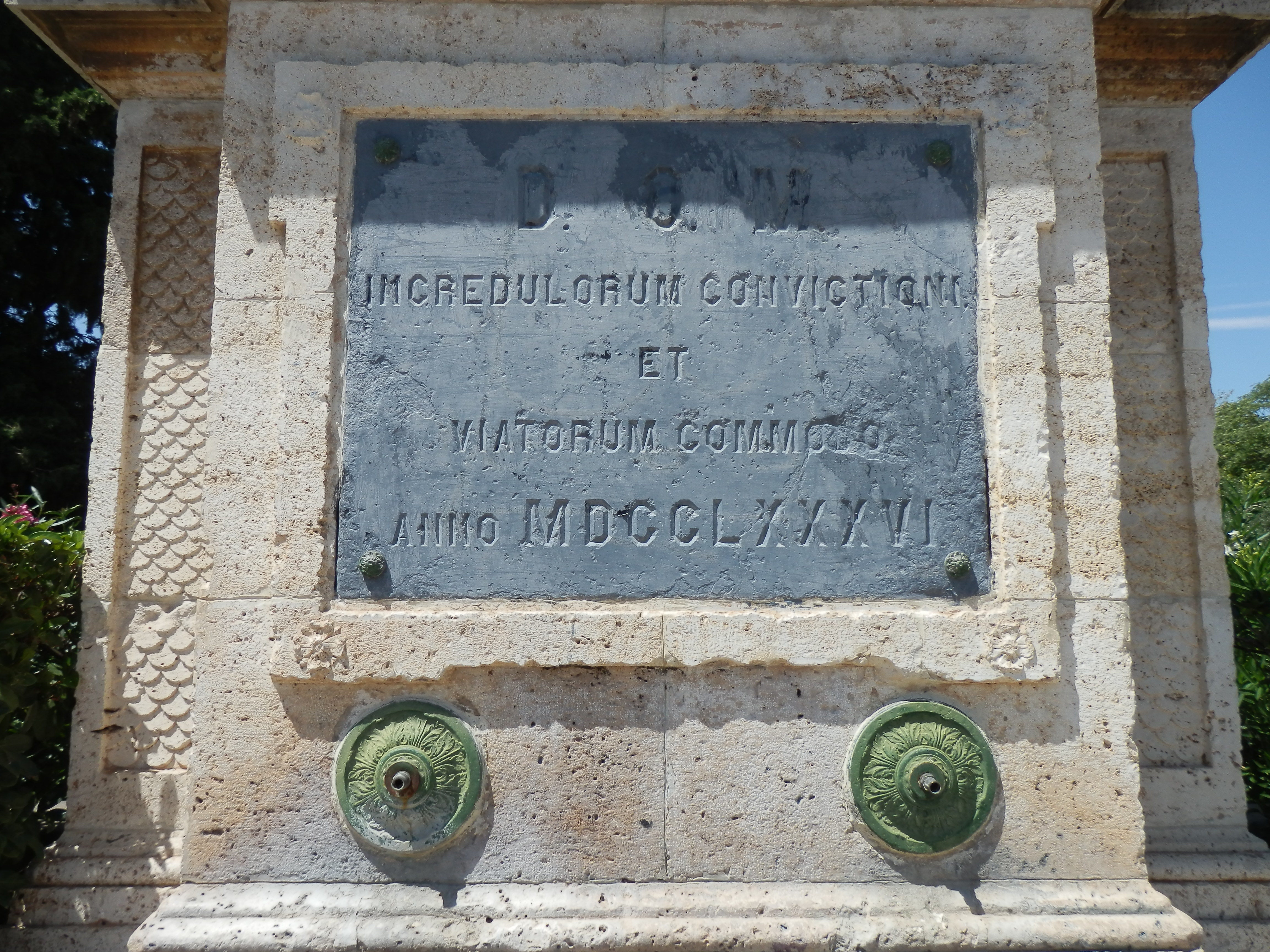
Incredulorum convictioni et viatorum commodo. Anno MDCCLXXXVI.
Para convencimiento de los incrédulos y descanso de viajeros. Año 1786.

En 1782 las obras del Canal Imperial de Aragón llegaban a Zaragoza, las aguas del Ebro cruzaban el río Jalón, se construía el puente sobre el río Huerva y las llamadas esclusas de San Carlos.
El agua llegaba a Zaragoza el 24 de junio de 1784 a través de un canal de madera y por fin el 14 de octubre de este mismo año, el artífice de la obra llegaba a Zaragoza a bordo de una barcaza, recibido por el pueblo y autoridades con alborozo.
Las obras principales duraron dos años más, de modo que el 30 de noviembre de 1786 fueron inaugurados el Puerto de Casablanca, que incluía dos esclusas para el paso de barcos y un molino de harina. Al día siguiente se inauguraba el Puerto de Torrero.
Pocos días después se instalaba la primera fuente mandada montar por Pignatelli como prueba de la llegada de las aguas a Zaragoza y de ahí su inscripción:

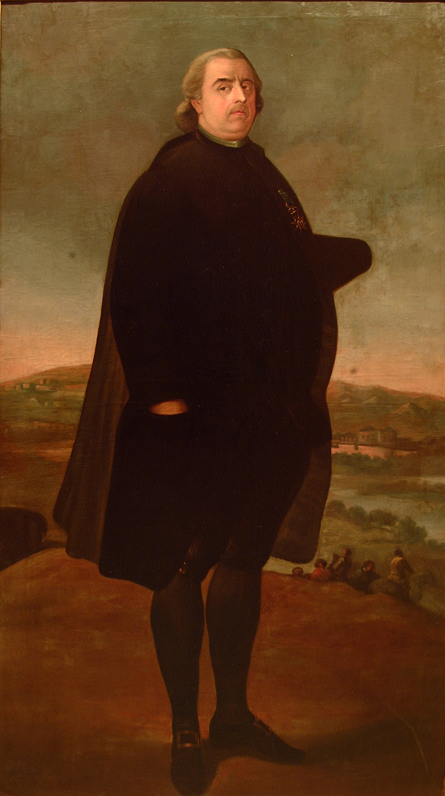
Ramón Pignatelli y Moncayo, de Nicolás Ruiz de Valdivia y Aguilera. Ca. 1860-1868. (Diputación Provincial de Zaragoza).

‘Incredulorum convictioni et viatorum commodo. Anno MDCCLXXXVI‘
‘Para convencimiento de los incrédulos y descanso de viajeros. Año 1786.’

### Academia de San Luis
En 1771, Pignatelli fue designado presidente de la junta preparatoria para la creación de la Academia de San Luis.

### Real Sociedad Económica de Amigos del País

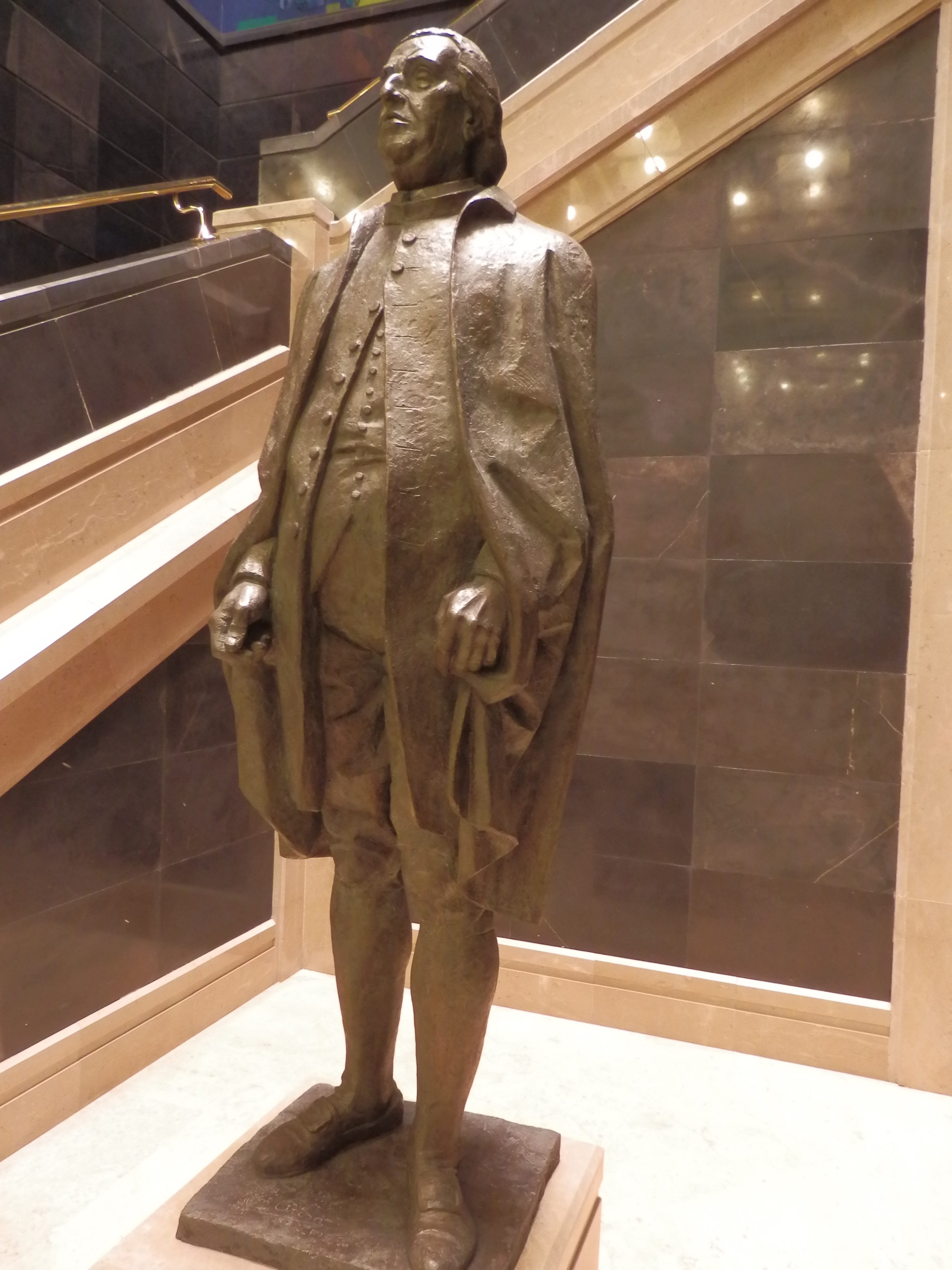
Estatua de Pignatelli en el interior de la Real Casa de Misericordia de Zaragoza.

Fue también principal impulsor de la Real Sociedad Económica de Amigos del País de Zaragoza (1776), junto con otros ilustres zaragozanos y bajo el impulso del Concejo de Zaragoza que llegaría a ser modélica entre las españolas, y de la que llegaría a ser nombrado censor perpetuo. Inauguró sus trabajos con una propuesta de acciones de corte económico verdaderamente precursor.

### Partido Aragonés
Apoyado por el Partido Aragonés encabezado por el Conde de Aranda fue candidato a ocupar el puesto de primer secretario de Estado tras la caída del marqués de Grimaldi (1776). Sin embargo, los esfuerzos de Aranda, entonces embajador en París, para que Grimaldi fuera sustituido por un afecto a su línea política fracasaron, pues aunque éste fue alejado de la corte al ser nombrado embajador en Roma, siguió manteniendo su influencia a través de su protegido y sucesor, el conde de Floridablanca. Finalmente Floridablanca consiguió el puesto de primer secretario de Estado.

### Escritos
Escribió las siguientes obras:
- La excelencia de las artes (1778),
- Oración ante la Sociedad Económica de Amigos del País (1779),
- Tratado sobre la obligación que tienen todos los buenos patricios de fomentar las sociedades económicas en España (1780)

y numerosos informes técnicos relacionados con las obras en que intervino.

## Homenajes
- Edificio Pignatelli. Es la antigua Real Casa de Misericordia. Actualmente es la sede del Gobierno de Aragón (Diputación General de Aragón).
- Calle Ramón Pignatelli en Zaragoza. Está situada junto a la antigua Real Casa de Misericordia y a la plaza de toros de la Misericordia.
- Instituto de Educación Secundaria Ramón Pignatelli en Zaragoza. Está situado en la calle Jarque del Moncayo (N.º 17) y fue construido en 1975, siendo el primer instituto mixto de la ciudad.
- Vía Pignatelli en Zaragoza. Está situada junto al Canal Imperial de Aragón.
- Parque Pignatelli en Zaragoza. Está situado junto al Canal Imperial de Aragón.